# Cheng Dawei
Cheng Dawei (程大位) (1533 - 1606), Rusi (汝思) als omgangsnaam en Binqu (賓渠) als bijnaam, was een Chinese wiskundige die veel invloed had op de Zhusuan (Chinese Wiskunde).
Zijn Suanfa Tongzong (算法统宗, Systematische verhandeling van Wiskunde) die hij in 1592 publiceerde op 60-jarige leeftijd wordt gezien als zijn grootste contributie aan de Chinese Wiskunde en heeft binnen China hetzelfde aanzien als de Vier Boeken en Vijf Klassieken. De Suanfa Tongzong had ook een grote invloed op Yoshida Mitsuyoshi bij het schrijven van zijn Jinkoki.

## Leven
Cheng Dawei werd op 3 mei 1533 geboren in het dorp Shuaikou (Dat nu deel is van Xiuning) in een koopmansfamilie. Al van jongs af aan werd hij door zijn mede-dorpsgenoten gezien als iemand die erg bekwaamd is in wiskunde. Vanaf zijn 20ste reisde hij rond door China langs de Yangtse rivier als handelaar. Gedurende deze reis bezocht hij vele beroemde wiskundige en verzamelde hij vele klassieke boeken over Zhusuan. Op zijn 40ste keerde hij terug naar zijn geboortestad om zich daar te vestigen op de rivieroever. Gedurende de opvolgende 20 jaar hield hij zich bezig met het geven van onderwijs in Zhusuan en het schrijven van zijn Suanfa Tongzong.

## Monumenten
Er is een Cheng Dawei museum van de Suanpan in Huangshan.